# Pujo-le-Plan
Pujo-le-Plan település Franciaországban, Landes megyében. Lakosainak száma 625 fő (2022. január 1.). Pujo-le-Plan Artassenx, Bougue, Castandet, Laglorieuse, Maurrin, Perquie, Saint-Cricq-Villeneuve, Saint-Gein és Villeneuve-de-Marsan községekkel határos.

## Népesség
A település népességének változása:
| Lakosok száma | 419  | 476  | 527  | 570  | 610  | 630  | 628  | 622  | 623  | 625  |
|               | 1968 | 1982 | 1990 | 2006 | 2013 | 2015 | 2017 | 2019 | 2020 | 2022 |